# Abraham Hyacinthe Anquetil-Duperron
Abraham Hyacinthe Anquetil-Duperron (ur. 7 grudnia 1731 w Paryżu, zm. 17 stycznia 1805 tamże) – francuski podróżnik i orientalista, w szczególności zajmujący się indologią.

## Życiorys
Abraham Hyacinthe Anquetil-Duperron był czwartym z siedmiorga dzieci kupca korzennego Pierre'a Anquetila. Jego starszym bratem był historyk Louis-Pierre Anquetil.
Studiował teologię na Sorbonie w Paryżu, gdzie zainteresował go język hebrajski. Następnie w holenderskim Rhynwijk i Amersfoort poznawał inne języki orientalne, m.in. arabski i perski. W 1752 roku powrócił do Paryża, gdzie podjął pracę w Bibliotheque du Roi (późniejszej Francuskiej Bibliotece Narodowej) w dziale orientalnych manuskryptów. W 1754 roku zafascynowały go fragmenty Vendidad (część Awesty). W latach 1755–1761 podróżował po Indiach, gdzie zbierał informacje na temat zachowanych tekstów Awesty oraz rękopisy, które przywiózł do Europy. Udał się do Londynu i Oksfordu, po czym powrócił w 1762 roku do Paryża.
W 1771 roku opublikował w Paryżu w trzech tomach Zend-Avesta – najstarsze europejskie tłumaczenie Awesty (na język francuski).
W 1778 roku wydał w Amsterdamie dzieło Legislation orientale, opisujące orientalne systemy rządzenia. Podkreślał w nim poszanowanie praw w Turcji, Persji i Indiach, polemizując z poglądami na temat orientalnych monarchii despotycznych, przedstawionymi w pracach De l'esprit des lois przez Monteskiusza i Recherches sur l’origine du despotisme oriental przez Boulangera.
W kolejnych latach ukazały się jego dzieła poświęcone Indiom: Recherches historiques et géographiques sur l'Inde (Berlin, 1786–87) oraz L'Inde en rapport avec l'Europe (Paryż, 1798).
Anquetil-Duperron przełożył także zbiór 60 upaniszad z języka perskiego na łacinę w pracy Oupnek'hat, opublikowanej w dwóch tomach w latach 1801–02 w Strasburgu. Wzbudziły one zainteresowanie europejskich myślicieli, w tym przedstawiciela pesymizmu w filozofii Arthura Schopenhauera.